# Mikael Torpegaard
Mikael Torpegaard (Gentofte, 8 maggio 1994) è un tennista danese.
Ha vinto alcuni titoli nei circuiti minori e i suoi migliori ranking ATP sono stati il 166º in singolare nel gennaio 2020 e il 339º in doppio nell'ottobre 2022. Ha esordito nella squadra danese di Coppa Davis nel 2014 ed è attualmente inattivo a livello professionistico da giugno 2023.

## Carriera
Nel 2016 vince il suo primo torneo Challenger a Columbus, battendo in finale Benjamin Becker. Replica tale successo anche nel 2019, questa volta avendo la meglio su Nam Ji-sung.
Nel 2020 arriva il terzo successo nei Challenger, sempre in Ohio ma a Cleveland, dove vince la finale in tre set contro il giapponese Yosuke Watanuki.

## Statistiche
Aggiornate al 23 maggio 2022.

### Tornei minori

#### Singolare

##### Vittorie (5)
| Legenda tornei minori |
| Challenger (3)        |
| Futures (2)           |

| No. | Data              | Torneo                        | Superficie  | Avversario in finale | Punteggio     |
| 1.  | 21 agosto 2016    | Finland F3, Helsinki          | Terra rossa | Peter Goldsteiner    | 6-0, 7-5      |
| 2.  | 25 settembre 2016 | Columbus Challenger, Columbus | Cemento (i) | Benjamin Becker      | 6-4, 1-6, 6-2 |
| 3.  | 25 giugno 2017    | USA F20, Rochester            | Terra rossa | Samuel Monette       | 6-2, 6-4      |
| 4.  | 16 giugno 2019    | Columbus Challenger, Columbus | Cemento (i) | Nam Ji-sung          | 6-1, 7-5      |
| 5.  | 16 febbraio 2020  | Cleveland Open, Cleveland     | Cemento (o) | Yosuke Watanuki      | 6-3, 1-6, 6-1 |

##### Sconfitte (4)
| No. | Data            | Torneo                        | Superficie  | Avversario in finale | Punteggio           |
| 1.  | 5 luglio 2015   | USA F20, Pittsburgh           | Terra rossa | Emilio Gómez         | 4-6, 4-6            |
| 2.  | 7 agosto 2016   | Finland F1, Kaarina           | Terra rossa | Casper Ruud          | 3-6, 6-4, 0-6       |
| 3.  | 13 gennaio 2019 | Columbus Challenger, Columbus | Cemento (i) | Jeffrey John Wolf    | 7–6(4), 3-6, 4-6    |
| 4.  | 3 febbraio 2019 | Cleveland Open, Cleveland     | Cemento (o) | Maxime Cressy        | 7–6(4), 6(6)–7, 3-6 |

#### Doppio

##### Vittorie (7)
| Legenda tornei minori |
| Challenger (1)        |
| Futures (6)           |

| N. | Data            | Torneo                        | Superficie  | Compagno        | Avversari in finale                 | Punteggio           |
| 1. | 16 agosto 2015  | Finland F2, Hyvinkää          | Terra rossa | Lloyd Glasspool | Romain Arneodo Maxime Janvier       | 7–6(3), 6-2         |
| 2. | 23 agosto 2015  | Finland F3, Helsinki          | Terra rossa | Herkko Pollanen | Demian Raab Lennert van der Linden  | 6-3, 6-0            |
| 3. | 7 agosto 2016   | Finland F1, Kaarina           | Terra rossa | Herkko Pollanen | Thai-Son Kwiatkowski Rubin Statham  | 6(4)–7, 6-3, [10-6] |
| 4. | 21 agosto 2016  | Finland F3, Helsinki          | Terra rossa | Herkko Pollanen | Daniel Appelgren Patrik Rosenholm   | 7–6(5), 6-3         |
| 5. | 25 giugno 2017  | USA F20, Rochester            | Terra rossa | Hugo Di Feo     | Luca Corinteli Thai-Son Kwiatkowski | 7–6(5), 6-4         |
| 6. | 2 luglio 2017   | USA F22, Pittsburgh           | Terra rossa | Hugo Di Feo     | Farris Fathi Gosea Nathan Pasha     | 6-3, 6-4            |
| 7. | 29 gennaio 2022 | Columbus Challenger, Columbus | Cemento (i) | Tennys Sandgren | Luca Margaroli Yasutaka Uchiyama    | 5-7, 6-4, [10-5]    |

##### Sconfitte (2)
| N. | Data           | Torneo                           | Superficie  | Compagno        | Avversari in finale                 | Punteggio           |
| 1. | 9 agosto 2015  | Finland F1, Vierumäki            | Terra rossa | Herkko Pollanen | Bobbie de Goeijen Tallon Griekspoor | 4-6, 6(2)–7         |
| 2. | 20 maggio 2022 | Shymkent Challenger II, Shymkent | Terra rossa | Kaichi Uchida   | Sanjar Fayziev Markos Kalovelonis   | 7–6(3), 4-6, [4-10] |